# Seat 127
Der Seat 127 wurde als zweitürige Limousine oder dreitüriges Schrägheck mit großer Heckklappe ab Frühjahr 1972 in Spanien zunächst als Lizenzfertigung des Fiat 127 nur in den gleichen Karosserieformen hergestellt. Ein Jahr später wurde als spanische Besonderheit – wie bei den Modellen 600, 800 und 850 vorher – eine viertürige Limousine angeboten, die als Fiat 127 auch in anderen Ländern angeboten wurde. Die Fahrzeuge waren, wie der Fiat 127, mit einem 4-Zylinder-Reihenmotor mit 903 cm³ Hubraum und einer Leistung von 34,5 kW / 47 PS ausgestattet. Der vorne quer eingebaute Motor leitete seine Kraft über ein 4-Gang-Getriebe an die Vorderräder weiter. Der Seat 127 fuhr bis zu 140 km/h schnell.

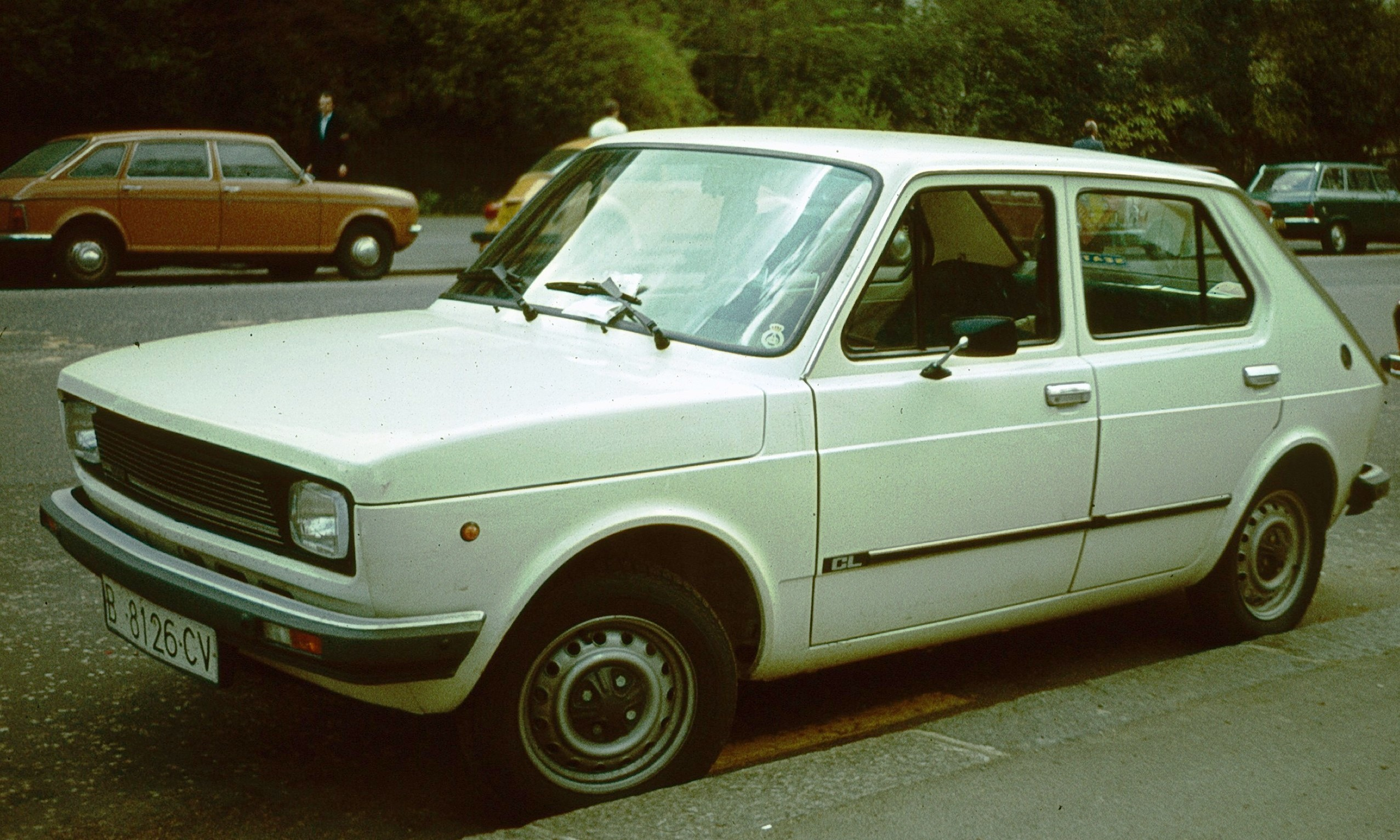
Seat 127 Fünftürer (1980–1982)

Ab Herbst 1977 wurde ein überarbeiteter Seat 127 angeboten. Das Facelift entsprach dem italienischen Vorbild. Zusätzlich wurde der Seat 127 Especial mit größerem Motor (1010 cm³, 38 kW / 52 PS) angeboten, der eine Höchstgeschwindigkeit von 145 km/h ermöglichte. Ebenso gab es einen offenen Kübelwagen Seat 127 Samba als Freizeitfahrzeug.
Durch die Einführung des Seat Panda im Sommer 1980 entfiel die Funktion als Einstiegsmodell und es wurde ein fünftüriges Schrägheck mit großer Heckklappe eingeführt.
Nach der Übernahme der Firma durch den VW-Konzern wurde der Seat 127 Anfang 1982 überarbeitet und in Seat Fura umbenannt. Von Seat 127 und Seat Fura wurden in 13 Jahren über 1,3 Millionen Fahrzeuge hergestellt. Damit waren sie die erfolgreichsten Modelle des spanischen Autoherstellers.